# Malakai Fekitoa

a Compétitions nationales et continentales officielles uniquement.

b Matchs officiels uniquement.
Dernière mise à jour le 1 août 2024.
Malakai Fekitoa né le 10 mai 1992 à Ha'apai (Tonga), est un joueur de rugby à XV évoluant au poste de centre ou d'ailier. D'abord international néo-zélandais entre 2014 et 2017, il représente ensuite les Tonga à partir de 2022. Il joue avec le Benetton Trévise en United Rugby Championship depuis 2023.

## Biographie
Malakai Fekitoa est né aux Tonga, d'une famille avec quatorze enfants. Il est notamment le frère cadet de l'international tongien Saia Fekitoa, ayant connu une carrière professionnelle en France. Il connait une enfance dans la pauvreté, particulièrement à partir du décès accidentel de son père alors qu'il est âge de 14 ans. Avec seulement sa mère pour s'occuper du foyer, il vit dans une simple hutte, et doit compter sur la cueillette, la chasse et la pêche pour se nourrir,. Il pratique le rugby dès son plus jeune âge, et lors de son adolescence, il se voit approché par des clubs australiens de rugby à XIII, mais cela reste sans suite.
En 2009, alors qu'il est âge de 17 ans, il dispute un tournoi de rugby à sept en Nouvelle-Zélande avec une sélection tongienne. Repéré par son talent, il se voit proposer une bourse d'études au Wesley College d'Auckland, dont la section rugby est très réputée,. L'adaptation est difficile dans la mesure où sa famille reste vivre aux Tonga, et qu'il ne parle alors pas anglais. Il parvient cependant à terminer sa scolarité, et joue avec l'équipe première de son établissement lors de ses deux dernières années d'études.

## Carrière

### En club
Malakai Fekitoa joue dans un premier temps avec le club amateur de Pakūranga United dans le championnat de la région d'Auckland, où il est entrainé par Wayne Pivac. Toujours sous les ordres de Pivac, il joue avec l'équipe de rugby à sept de la province d'Auckland lors du championnat national 2011, et se voit élu meilleur joueur de la compétition.
En 2012, il est retenu par Pivac dans l'effectif de la province d'Auckland pour disputer  le NPC,. Lors de sa première saison au niveau professionnel, il dispute douze rencontres, toutes comme titulaire, et inscrit trois essais. La même année, il joue également avec l'équipe Development (espoir) de la franchise des Blues.
Auteur d'une première saison convaincante, il signe un contrat d'une saison avec les Blues pour la saison 2013 de Super Rugby. Lors de cette première saison, il ne dispute aucune rencontre en Super Rugby, étant barré par une concurrence importante avec des joueurs comme Francis Saili, Rene Ranger ou Jackson Willison. Il doit à nouveau se contenter de jouer avec l'équipe Development. Il joue néanmoins une rencontre contre l'équipe de France, à l'occasion de leur tournée en Nouvelle-Zélande en juin 2013,.
Non-conservé par les Blues, qui viennent de recruter le All Black Ma'a Nonu, il rejoint la franchise des Highlanders pour la saison 2014 de Super Rugby. Il fait ses débuts en Super Rugby le 22 février 2014 face à son ancienne équipe des Blues. Avec sa nouvelle équipe, il devient rapidement un titulaire indiscutable au poste de second centre, et inscrit sept essais en dix-sept matchs pour sa première saison. Grâce à ses qualités de franchisseur et de défenseur, il est alors considéré comme l'un des meilleurs joueurs du championnat à son poste,.
La saison suivante, il réalise une saison du même acabit, qui se termine par la finale remportée face aux Hurricanes, et participant ainsi à l'obtention du premier titre de Super Rugby de l'histoire de la franchise,. En 2017, il est titulaire lors de la victoire de sa franchise contre les Lions britanniques lors de leur tournée en Nouvelle-Zélande.
En juillet 2017, il est annoncé qu'il rejoint le club français du RC Toulon en Top 14 pour un contrat de deux saisons. Avant de rejoindre son nouveau club, il joue une dernière saison avec la province d'Auckland, après trois saisons d'absence. Arrivé à Toulon, il obtient un temps de jeu conséquent, disputant trente-neuf matchs en deux saisons. Lors de sa seconde saison au club, il est régulièrement aligné au poste d'ailier par Patrice Collazo,.
En janvier 2019, après deux saisons mitigées à Toulon, il annonce sa décision de quitter le club pour rejoindre le club anglais des Wasps, évoluant en Premiership,.
En 2022, il s'engage pour deux saisons avec la province irlandaise du Munster, évoluant en United Rugby Championship.

### En équipe nationale
Malakai Fekitoa devient sélectionnable avec la Nouvelle-Zélande, son pays d'adoption, après avoir passé trois années sur le territoire national. 
Après sa bonne première saison en Super Rugby, il est sélectionné pour la première fois avec les All Blacks en juin 2014 par Steve Hansen, à l'occasion de la série de test-matchs les opposant à l'Angleterre. Il connait sa première sélection le 7 juin 2014 contre l'Angleterre à Auckland.
Il est sélectionné pour la coupe du monde 2015 disputée en Angleterre. Lors de la compétition, il ne dispute que deux rencontres lors des phases de poules. Il est titularisé contre la Namibie, et est remplaçant face à la Géorgie. Il inscrit à chaque fois un essai. Pour les phases finales, qui voient la Nouvelle-Zélande remporter son troisième titre mondial, l'inamovible paire Ma'a Nonu-Conrad Smith lui est préférée, ainsi que l'« impact player » Sonny Bill Williams,.
En 2016, il profite de la retraite internationale de Conrad Smith pour s'imposer au poste de second centre en sélection,. Il fait ainsi partie intégrante de l'équipe des All Blacks qui remporte le Rugby Championship en 2016.
Cependant en 2017, Fekitoa perd sa place en sélection devant l'émergence de joueurs comme Anton Lienert-Brown, Ngani Laumape ou Jack Goodhue,. Il n'est ainsi pas retenu pour affronter les Lions britanniques à l'occasion de leur tournée en Nouvelle-Zélande en juin 2017. Il est néanmoins rappelé en sélection en juillet 2017, en remplacement de Sonny Bill Williams (suspendu) pour disputer le troisième test match de la série,. Il s'agit de sa dernière sélection, puisque son départ en Europe met fin à sa carrière internationale avec la Nouvelle-Zélande.
En 2021, afin de changer de nation rugbystique, et pour représenter les Tonga, il joue avec l'équipe des Tonga de rugby à sept en juin 2021 lors du tournoi de qualification olympique de Monaco,.
Il fait ses débuts avec l'équipe des Tonga de rugby à XV le 2 juillet 2022 contre les Fidji, dans le cadre de la Coupe des nations du Pacifique.

## Palmarès

### En club
- Vainqueur du Super Rugby en 2015 avec les Highlanders.
- Vainqueur du United Rugby Championship en 2023 avec le Munster.

### En équipe nationale
- Vainqueur du Rugby Championship en 2014 et 2016.
- Vainqueur de la Coupe du monde en 2015.

## Statistiques

### En Super Rugby
Malakai Fekitoa dispute 65 matchs de Super Rugby avec les Highlanders entre 2014 et 2017, au cours desquels il marque 100 points (20 essais).
| Saison | Équipe      | Compétition | Matchs | Titularisations | Points | Essais |
| ------ | ----------- | ----------- | ------ | --------------- | ------ | ------ |
| 2014   | Highlanders | Super Rugby | 17     | 17              | 35     | 7      |
| 2015   | Highlanders | Super Rugby | 16     | 16              | 20     | 4      |
| 2016   | Highlanders | Super Rugby | 16     | 16              | 15     | 3      |
| 2017   | Highlanders | Super Rugby | 16     | 16              | 30     | 6      |
| Total  | Total       | Total       | 65     | 65              | 100    | 20     |

### En équipe nationale
Au 11 janvier 2021, Malakai Fekitoa compte vingt-quatre capes avec les All Blacks depuis sa première sélection le 7 juin 2014 contre l'Angleterre. Il inscrit huit essais, soit quarante points. Avec les Kiwis, il dispute une Coupe du monde en 2015. Il participe à trois éditions du Rugby Championship, en 2014, 2015, et 2016. Il dispute dix rencontres dans cette compétition.  